# 야마부키 미도리
야마부키 미도리(일본어: 山吹みどり, 한국명: 홍단비)는 도리야마 아키라 원작의 만화·애니메이션 시리즈인 《닥터 슬럼프》의 주인공이다. 아라레와 소라마메 형제, 아카네가 다니는 펭귄중학교에 재직중인 교사이며, 아라레와 피스케, 아카네의 중학교 1학년 담임을 맡기도 하였다. 아라레의 개발자이자 명목상 오빠인 센베와 결혼하게 되며, 두 사람 사이에서 아들 터보와 딸 니트로가 태어나게 된다. 결혼 후의 이름은 '노리마키 미도리'이다.